# Tributo das três vacas

Escudo do vale de Roncal. Várias localidades deste vale são as beneficiadas com a entrega do tributo das três vacas.

O Tributo das três vacas ou Junta de Roncal é uma cerimónia multissecular que reúne os habitantes dos vales de Baretous (Béarn, França) e de Roncal (Navarra, Espanha) no ponto chamado "Piedra de San Martín" (1760 m de altitude) todos os anos no dia 13 de julho, e na qual os primeiros entregam três vacas aos segundos.
Este encontro realiza-se em cumprimento de uma sentença de 1375. É considerado o tratado em vigor mais antigo da Europa. Nestes 649 anos, dos quais 449 são de constância documentada, só no século XVII houve sérios problemas na continuidade embora posteriormente tenha havido pequenos incidentes ou atrasos por causa de eventos bélicos na zona.
Embora tradicionalmente se denomine tributo, não o é por não existir vassalagem, mas como se trata de um acordo entre iguais, é um contrato sinalagmático.

## Cerimónia

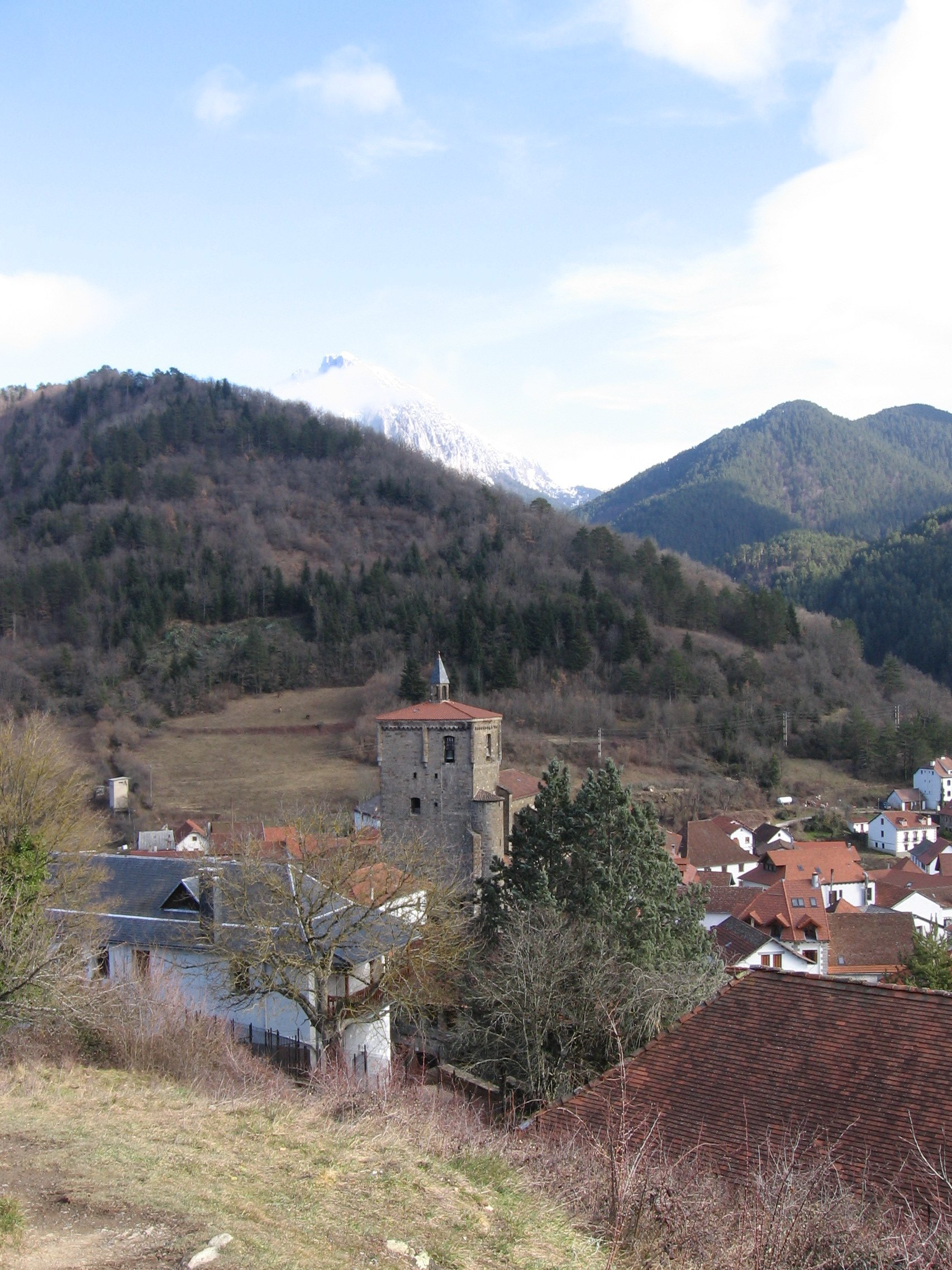
Vista de Isaba. O seu alcaide preside à cerimónia do Tributo das três vacas.

Os representantes de Roncal com veste tradicional com chapéu roncalês, casaco negro, capa a cobrir os ombros e peito e calção curto, e os de Baretous com traje de domingo e com a bandeira tricolor francesa cruzada ao peito reúnem-se em torno ao marco de fronteira 262, que substituiu a desaparecida Pedra de São Martinho em 1858, cada qual em seu território, no monte fronteiriço de Ernaz a 1721 metros de altitude.
O alcaide de Isaba, que preside ao acto, pergunta por três vezes aos de Baretous se estão dispostos, como nos anos anteriores, a pagar o tributo das três vacas de dois anos de idade, da mesma cor e cornadura, e sem defeitos nem lesões de qualquer espécie. Os questionados respondem que sim, por três vezes.
De seguida um dos alcaides de Baretous coloca a mão direita sobre a pedra ou marco de fronteira e pondo a sua por cima um roncalenses, assim se alternando os demais representantes. O último a pousar a sua é o alcaide de Isaba que pronuncia as palavras Pax avant, pax avant, pax avant (paz para a frente) ao que respondem com as mesmas palavras os do vale vizinho. Ato seguido, procede-se ao reconhecimento das vacas pelo veterinário de Isaba que, uma vez declaradas sãs e boas, seguirão duas para Isaba e a outra a cada ano vai rodando pelas povoações de Urzainqui, Uztárroz e Garde. Depois o regedor de Isaba entrega o correspondente recibo e procede-se à nomeação anual de quatro guardas para a custódia das pastagens partilhadas de Ernaz e Leja, fazendo juramento. Depois pede aos que tenham algo para alegar que deem um passo em frente e digam o que acham ser seu dever.
O ato é formalizado pelo secretário que certifica e os representantes assinam uma acta, primeiro os de Roncal seguidos pelos de Baretous. Também assinam como testemunhas algumas pessoas assistentes. Posteriormente os roncalenses oferecem um banquete aos seus vizinhos, com carneiro assado como prato principal.
Na atualidade, depois da cerimónia as vacas voltam ao seu território e dá-se o equivalente ao seu valor monetário no mercado. Nos últimos anos este ato, que apenas dura uns minutos, popularizou-se, atraindo milhares de pessoas.

### Confrontos de 1373

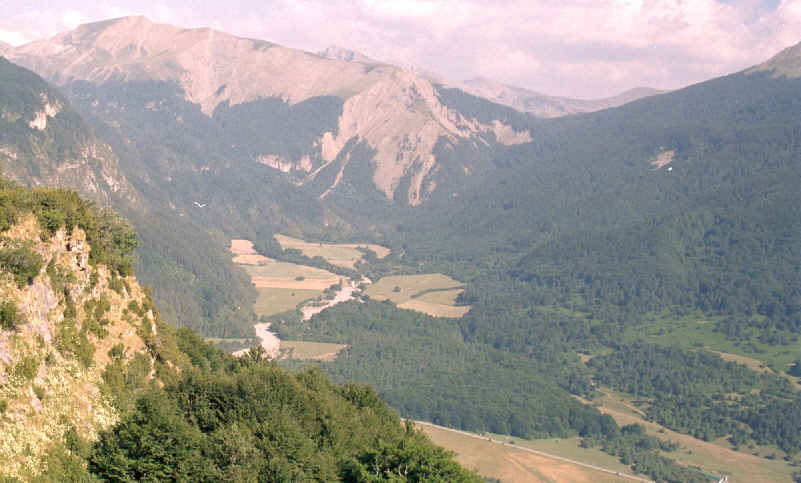
Vale de Belagua

Foram com certeza os eventos de 1373 que conduziram à sentença de 1375 que ainda está em vigor. Estes factos são uma mistura de história e lenda.
Numa das fontes que se encontrava em litígio no território do reino de Navarra no monte Arlás,  encontraram-se o roncalense Pedro Karrika e o baretonense Pierre Sansoler com os seus rebanhos. Depois de uma discussão e peleja, Karrika matou Sansoler. De seguida organizou-se uma batida, mandada pelo primo do falecido, Anginar Sansoler, que ao não encontrar o homicida no porto de montanha foi até ao Vale de Belagua onde encontraram a mulher de Karrika, Antonia Garde, que se encontrava grávida. Depois de perguntar por seu marido, mataram-na. Em Isaba a notícia correu depressa e Karrika, com um grupo de vizinhos, foi vingar a morte da sua esposa, chegando à casa de Sansoler, onde estavam celebrando a façanha. Em casa estava presente a mulher deste com uma criança nos braços, que foram respeitados, mas não os demais, que foram todos assassinados, incluindo Sansoler. Alguém, no entanto, chegou a contar o que se passou aos habitantes de Arette, que imediatamente organizaram uma emboscada ao passar por um desfiladeiro, e exterminaram nessa noite a maior parte dos inimigos, cerca de vinte e cinco.
Estes acontecimentos chegaram aos ouvidos do rei de Navarra e do visconde de Bearn, que fizeram em vão esforços para conseguir a paz.
Entretanto, os confrontos incrementaram-se produzindo-se a chamada batalha de Aguincea, na qual caíram 53 roncalenses e 200 baretonenses. Dentro do vale de Roncal intervieram directamente as aldeias fronteiriças de Isaba, Uztárroz, Urzainqui e Garde.
No fim, os baretonenses pediram uma trégua, levando à arbitragem de Ansó.
Ainda há referência a um encontro anterior a este no mesmo lugar, no qual os de Baretous foram dirigidos por um terrível capitão agote que "tinha quatro orelhas". A vitória inclinava-se para os bearnenses quando um tal Lucas López de Garde trespassou o capitão com a sua lança. Isto provocou a desmobilização dos seus, que fugiram.

## A sentença arbitral de 1375
A sentença arbitrária (denominação de então) de 16 de Outubro de 1375 é a que continua vigente com a denominação de carta de paz.
No preâmbulo informa-se que se encontram reunidos em Ansó os procuradores dos concelhos roncalenses e homens bons de Baretous nomeados pelas povoações, com prévia autorização do rei de Navarra Carlos II e do visconde de Bearn Gastão III de Foix de 28 de Julho a 18 de Agosto.
Estes comprometem-se a derimir as suas diferenças nas mãos do alcaide de Ansó, Sancho García e cinco vizinhos que teriam de resolver como árbitros arbitradores de forma amigável. Também estavam presentes muitos homens bons das partes interessadas e de outros lugares. Entre estes e também como parte arbitral os do Vale de Sola. Pelo que depois de escutar as testemunhas e examinar documentos estavam com pose à maneira de juízes. O lugar de reunião era a igreja de Sant Per ou São Pedro e a sua finalidade se expressava:

…por bien de paz et de concordia et por tirar odios, rancores, malas voluntades, dannos, travayllos, gastos, intereses, lesiones, muertes, feridas, golpes, peleas, bregas, depredaciones, guerras, desensiones entre las dichas partidas.
Os árbitros reconhecem o fracasso das tentativas de avença nas quais intervieram bispos, cavaleiros e comissários do rei de Navarra e do conde de Foix. A sua primeira gestão foi subir ao porto de montanha de Arlas, formidável miradouro a 2062 m de altitude, para fixar as mugas na presença de cinco homens de cada vale, declarando-se que a Pedra de São Martinho era limite entre Roncal e o termo de Aramitz. Examinaram-se as fontes e limites onde se localizavam as divergências e a partir daí delimitaram-se os demais "collados" e "lomas".
Segue a sentença na regulação do uso dos pastos pelos de Arette, cujos rebanhos de gado maior e menor entravam a 10 de Julho e por 28 dias para beber nas fontes destes sítios. Na sequência passariam os rebanhos roncalenses até ao dia de Natal. Podia-se utilizar a água livremente para beber o amassar o pão.
Para os transgressores foram estabelecidas graves penas de carneramiento (embargos) e monetárias de 300 soldos morlães (moeda de Bearn) para os que injustamente convocassem o apellido (chamada geral às armas). Se o infrator não pudesse pagar a infração fá-lo-ia a povoação.
Na sentença também se ordena o perdão mútuo pelas mortes produzidas em ambos os vales, libertando os beratonenses da entrega das vacas que deviam. Os presos que tinham retidos do vale contrário, dois em cada um, punham-se à disposição dos árbitros. E impõem os árbitros uma trégua por "ciento et un aynnos", que é o mesmo que perpétua.
Além disso nomeavam-se os carneadores, os que embargavam o gado encontrado fora da lei, quatro de Isaba e outros tantos de Arette, por dez anos.
Não aparece nesta sentença a palavra tributo que se aplica a toda a imposição pública, aos impostos por vassalagem. Este termo utilizar-se-á na posterioridade, embora não lhe corresponda porque era um contrato sinalagmático, ou seja, entre duas partes em igualdade, sem vassalagem, e com obrigações mútuas. No século XIV a entrega de três reses não tinha nada de humilhante e era até um escasso valor monetário, quase simbólico, tendo em conta o grande proveito que decorria do uso e desfruto dos pastos e da água.
Embora o debate dos historiadores tenha sido longo, sem ficarem de acordo se o motivo do tributo eram as mortes ou as fontes, nem sobre o início da entrega colocando-o alguns no século IX e outros no século XI. Para o catedrático Víctor Fairén, jurista especialista nas "facerias" dos Pirenéus, trata-se de uma compensação pelo uso que fazem os baretonenses dos terrenos de Larra e Ernaz durante 28 dias a partir de 10 de Julho. Os roncalenses têm direito a usá-los desde a primeira semana de Agosto até 25 de Dezembro, mas nesta época predominam o frio e o mau tempo, pelo que o rendimento é menor. Este autor considera antijurídico que a causa do Tributo seja uma remuneração por assassinatos. No entanto há que fazer eco de que pode ser o preço da paz, mais que o dos pastos.
Esta sentença é a que chegou aos nossos dias, ratificada pelos sucessivos convénios como a Transação de 22 de agosto de 1642 e o Tratado de Limites de 1856.

### Descrição da cerimónia por Estêvão Garibay

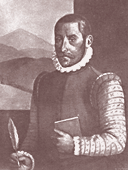
Estêvão Garibay, cronista de Filipe II de Espanha descreveu a cerimónia em 1571.

Armas dos viscondes de Bearn. Quando Garibay descreve a cerimónia, Bearn não era pertencente ao reino de França apesar da sua descrição

Estêvão Garibay, cronista guipuzcoano da época do Império Espanhol, em 1571 fez uma descrição da cerimónia, embora com algumas imprecisões.
Por exemplo, diz erradamente que em 13 de "Junho" (em vez de Julho) tinha lugar a famosa junta anual, com assistência dos jurados das sete povoações de Roncal e sete ou oito jurados "bretões" (em vez de baretonenses). Põem-se os dois grupos de ambos lados de um marco de pedra de vara e meia de altura, e os roncalenses perguntam aos franceses (em vez de bearnenses, então com Joana III como rainha de Navarra e viscondessa de Béarn), se estão dispostos a jurar. Então colocam a sua lança em terra, seguindo a linha dos marcos de fronteira e, seguidamente, os roncalenses colocam por cima a sua, formando uma cruz. Os "franceses" põem as suas mãos por cima desta cruz e os roncalenses, como superiores, fazem o mesmo sobre as destes, com o maior silêncio, e dentro da jurisdição de cada um. Prestam juramento e manifiestam “que a paz entre eles irá avante, que é o mesmo que dizer daí em diante, e o mesmo significa na língua portuguesa”. Três vezes se repete a fórmula e saem então de um bosque uma trintena de homens com as vacas, iguais de cornos e caudas, de um [ano de] idade, cor e peso, e sem lesão alguma, pois de outra forma as recusariam os roncalenses “porque são para os párias”. Os "franceses" metem meia vaca no solo navarro, sendo recebida se estiver em condições, e o mesmo com as outras duas, pondo-as a bom recolher, porque se algum dos animais volta a França, não estão obrigados os franceses a entregar outra em seu lugar. Depois vem a nomeação dos guardas e desfazem-se os agraves. E o relato continua: “passadas estas coisas, os roncalenses, com liberdade de fidalgos, dão logo de merendar aos franceses com pão, vinho e muito bons pernis de toucinho e o mesmo fazem a todos os que acodem à festa”. O resto do dia tem lugar uma feira na parte "francesa", com venda de carneiros, bois, éguas e outro gado.

### Desavenças no século XVII
As maiores dificuldades para a continuidade do tratado internacional deram-se ao longo do século XVII. Na cerimónia de 1612 foram recusadas duas das reses por apresentarem, segundo o juízo dos roncalenses, mais de dois anos e outros defeitos. Realizaram um protesto formal e afastaram-se de mau humor a uma distância de um tiro de arcabuz dos baretonenses. Imediatamente, procurando avença, retomou-se a cerimónia aceitando uma vaca mais mas não a terceira. Depois de “muitos dares e tomares” e ânimos exaltados, não se chegou a acordo algum, partindo cada qual para os seus territórios. Haveria três dias de prazo no pacto para apresentar na praça de Isaba a que faltava. No entanto foi em vão. Passado um mês os roncalenses decidiram recorrer, apesar de então haver partidários da atuação com violência, e fez-se um requerimento formal aos de Ansó, como fiadores da sentença de 1375. No entanto também não era um bom momento, pois ansotanos e roncalenses também estavam em discussões por termos comuns ou "facerias". Finalmente não deu resultado. Conjeturou-se levar o caso ante a rainha de França Ana de Áustria, mulher de Luís XIII de França e II de Navarra ou a apresentá-lo nos tribunais franceses. Estes passos, porém, não se deram e negociaram directamente com os baretonenses (então também eram denominados bretonenses ou peligordinos). Estes exigiam que as vacas fossem examinadas por pessoas alheias às partes, ao qual se opunham os roncalenses.

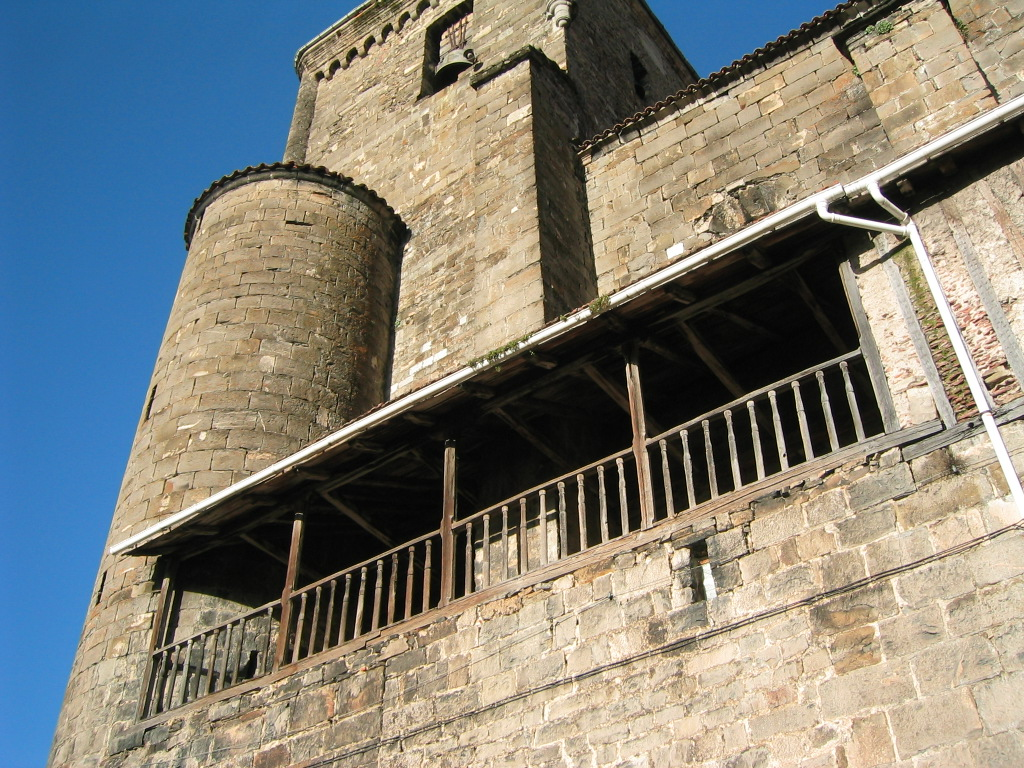
Igreja de São Cipriano em Isaba, construída no século XV. A anterior igreja com quase toda a povoação, tinha-se incendiado em 1427. Neste incêndio ficaram destruídos os documentos originais da sentença, o que levou a incrementar o conflito no século XVII quando os baretonenses exigiram os originais.

Na cerimónia de 1614 também se pediu a apresentação do original da sentença de 1375, que tinha desaparecido no incêndio de Isaba de 1427. Depois do juramento de guardar a paz e a faceria, como o tinham feito os seus antepassados e a nomeação dos guardas no momento da entrega, exigiu-se a escritura original para comprovar se esta obrigação era temporal ou perpétua, ao que contestou o "isabarre" que era perpétua e que já havia mais de quatrocentos anos que se cumpria. Ameaçaram-se os baretonenses com os 3.000 marcos de pena previstos na sentença mas ainda assim reiteraram a sua petição.
Inicialmente não se deram por válidas as cópias, que também tinham os baretonenses.
Nas visitas de 1615 dá-se a reconciliação, admitindo finalmente a cópia de Ansó, lugar do arbítrio. Realizou-se a junta do costume e os baretonenses colocam-se ao corrente do pagamento, voltando tudo à normalidade durante uns anos.
Naquele tempo os roncalenses teriam umas 100 000 cabeças de gado ovino e umas 6000 de bovino em números redondos.
Em 1628 rompeu-se a calma com argumentos que se prolongariam até 1642 complicando com a Guerra dos Trinta Anos iniciada em 1635. Neste tempo há apreensões de gado por uma e outra parte. Tenta-se conseguir o arreglo por meio de dois letrados de prestígio da época, Domguillen e Marichalar.
Nesta situação as localidades do vale, Roncal, Burgui e Vidángoz, que não eram beneficiárias diretas por não receberem as vacas, inibiram-se quanto ao apoio a qualquer dos lados. Os de Uztarroz tomaram a justiça em mãos próprias e apreenderam 1000 cabeças de gado, que tiveram que restituir depois da ação ser desaprovada pelo vice-rei, Luís Bravo de Acuña, e o Conselho Real.
Em 1635 iniciou-se a referida Guerra dos Trinta Anos, e o vice-rei (marquês de Valparaíso) organizou uma expedição ao vale de Baretous capturando mais de 4000 cabeças de gado menor e umas 80 do maior, que se repartiram em oito lotes, dois deles para Isaba. Os baretonenses vingaram-se e, apesar de estar proibido aos roncalenses subir aos portos de montanha o gado, conseguiram tomar umas 5000 ovelhas e carneiros e 80 de gado maior, além de os despojar de tudo quanto levavam, botas, capas, talegos, caldeiras, pães e queijos. Foram apanhados pastores e a quatro deles levaram-nos a Olorón como reféns, onde estiveram retidos dois anos até ao pagamento do seu resgate.
As acções de tomada de gado repetiram-se em 1638 por parte dos baretonenses em duas ocasiões e o mesmo fizeram os roncalenses no ano seguinte. E de novo em 1642. Sendo uma situação similar à do século XIV, foi, ao que parece, isenta de mortes. Para tudo isto contribuiu a inibição dos ansotanos como árbitros.
Finalmente, realizaram-se várias entrevistas em Sainte-Engrâce, com o reitor como árbitro, onde se chegou a a estabelecer a concórdia em 22 de Agosto de 1642, pela qual ficaria em vigor a velha carta de paz de 1375 e se eximia os baretonenses de toda a obrigação pelos anos que faltaram de entrega (desde 1630). O vale de Roncal teve de pagar 11 000 francos para resgatar os seus rebanhos, ficando entretanto como refém Domingo Ederra em casa do alcaide de Arette. Este longo conflito deixou divisões internas entre os do vale de Roncal, e este refletiu-se no pleito de 1647 que não foi atendido, pelo qual Roncal, Burgui e Vidángoz solicitavam a repartição, entre todas as povoações do vale, das vacas do tributo, assumindo também os gastos.

### Cumprimento apesar das dificuldades
Posteriormente não houve interrupções, nem incidentes significativos até 1698 quando consta uma multa de 300 marcos de prata. Durante a Guerra da Sucessão a entrega manteve-se como acordado.
Em 1755 recusou-se uma das vacas por  “achar-se enferma, pequena de má pelagem e outros defeitos”. No dia 15, dentro do prazo de três dias levaram os baretonenses a rês, que deixaram atada ao mayo (tronco de árvore que se põe na praça nas festas das aldeias) da praça de Isaba.
Finalizava o século XIX quando se publicou em livros e imprensa francesa informação sobre este Tributo, o que veio a provocar que a opinião pública francesa se rebelasse contra esta aparente humilhação. Em 1895 tentou-se substituir as vacas por dinheiro, sem êxito. Nesse ano o "Le Figaro" e outros jornais publicaram um protesto no qual se qualificava o ato de “extravagante cerimonial anti-francês”. Afirmava-se que era um tributo de guerra, que os de Baretous tinham que retroceder seis passos além da linha de fronteira, exigindo-lhes que estivessem descobertos enquanto os roncalenses tinham chapéu posto. Os francesas deveriam ir com uma bandeira branca em sinal de submissão e não podiam levar armas. Tudo isto fez que umas seiscentas pessoas subissem para protestar por este insulto a França.
Ao longo do século XX manteve-se a tradição sem mais incidentes, exceto em 1944, durante a Segunda Guerra Mundial, quando os alemães impediram o ato por recearem que os franceses o aproveitassem para cruzar a fronteira e escapar. Como compensação, nos anos seguintes os baretonenses adicionaram uma vaca ao lote, até que os roncalenses lhes perdoaram a última.